# Jacqueline Lelong-Ferrand
Pour les articles homonymes, voir Ferrand.
Jacqueline Ferrand, née le 17 février 1918 à Alès et morte le 26 avril 2014 à Sceaux, est une mathématicienne française spécialiste de la représentation conforme, de la théorie du potentiel et des variétés riemanniennes. Elle est mariée avec le mathématicien Pierre Lelong de 1947 à leur divorce en 1976, période pendant laquelle elle utilisera le nom de Jacqueline Lelong-Ferrand. Elle est l'une des premières femmes agrégées de mathématiques en France.

## Biographie
Titulaire du baccalauréat en 1934, Jacqueline Ferrand entre à l'École normale supérieure de la rue d'Ulm (dite aussi École normale supérieure de garçons) en 1936. Elle réussit l'agrégation de mathématiques (masculine) en 1939, à la première place (qu'elle partage avec Roger Apéry). Elle obtient un poste d'agrégée préparatrice à l'École normale supérieure de Sèvres (dite aussi École normale supérieure de jeunes filles), où elle est chargée notamment de développer l'enseignement des mathématiques et de l'amener au même niveau que celui des garçons. Elle soutient une thèse d'État en 1942, sous la direction d'Arnaud Denjoy, en deux parties intitulées « Étude de la correspondance entre les frontières dans la représentation conforme » et « Étude de la représentation conforme au voisinage de la frontière ».
Elle devient alors chargée de cours à l'université de Bordeaux en 1943, puis professeure à Caen en 1945, à Lille en 1948, et à la Faculté des sciences de Paris (puis à l'université Pierre-et-Marie-Curie) de 1956 jusqu'à sa retraite en 1984. Elle se marie avec Pierre Lelong en 1947 et aura quatre enfants ; le couple divorce en 1976.

## Travaux mathématiques
Jacqueline Ferrand travaille principalement en analyse et en géométrie. Ses travaux concernent successivement les représentations conformes, les fonctions préholomorphes, les actions de groupes, la géométrie riemannienne, les transformations quasi-conformes et les structures géométriques de type fini. Ses travaux sont spécialement reconnus en 1942 au moment de sa thèse, en 1969 lorsqu'elle découvre l'invariant dit de Ferrand en lien avec l'utilisation des transformations conformes par André Lichnerowicz. En 1996, alors qu'elle a près de quatre-vingts ans, elle démontre le théorème qui répond à une question de Lichnerowicz. Son œuvre comprend près de 100 publications et 10 livres.

## Ouvrages d'enseignement des mathématiques
Au moment où elle est mère de quatre enfants jeunes, nés en 1949, 1951, 1952 et 1958, son activité mathématique est moins importante. Elle rédige une série de cours de premier cycle, qui deviendront des livres (éditions Armand Colin en 1964 et Dunod en 1967). Elle publie un cours de géométrie différentielle en 1963 (éditions Masson). Dans les années 1970, elle publie avec Jean-Marie Arnaudiès une série d'ouvrages qui couvrent le programme de mathématiques des deux premières années d'études universitaires (éditions Dunod).

## Distinctions
- 1943 : Prix de la Fondation Girbal-Baral de l'Académie des sciences
- 1946 : Prix de la fondation Peccot du Collège de France
- 1974 : Prix Servant de l'Académie des sciences

Le prix Jacqueline-Ferrand, créé en 2018 par la Société mathématique de France pour « récompenser une opération pédagogique innovante dans le domaine des mathématiques », lui rend hommage.